# Vreden
Vreden (pronunciación en alemán: /ˈfʁeːdn̩/ⓘ) es un municipio situado en el distrito de Borken, en el estado federado de Renania del Norte-Westfalia (Alemania), con una población a finales de 2016 de unos 22 611 habitantes.
Se encuentra ubicado al noroeste del estado, en la región de Münster, cerca de la frontera con Países Bajos.

### Galerìa

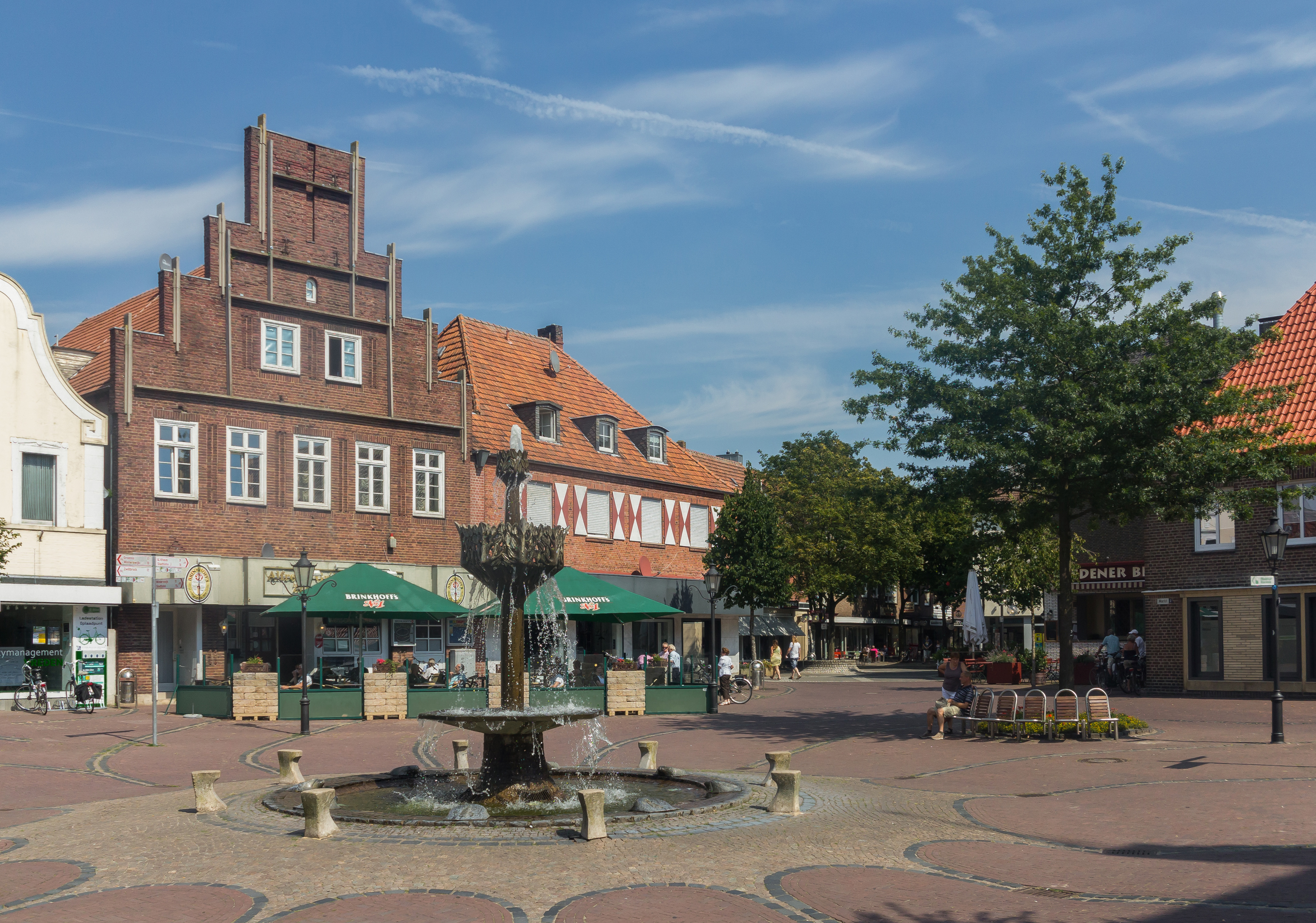
Vreden, la fuente en el Mercado
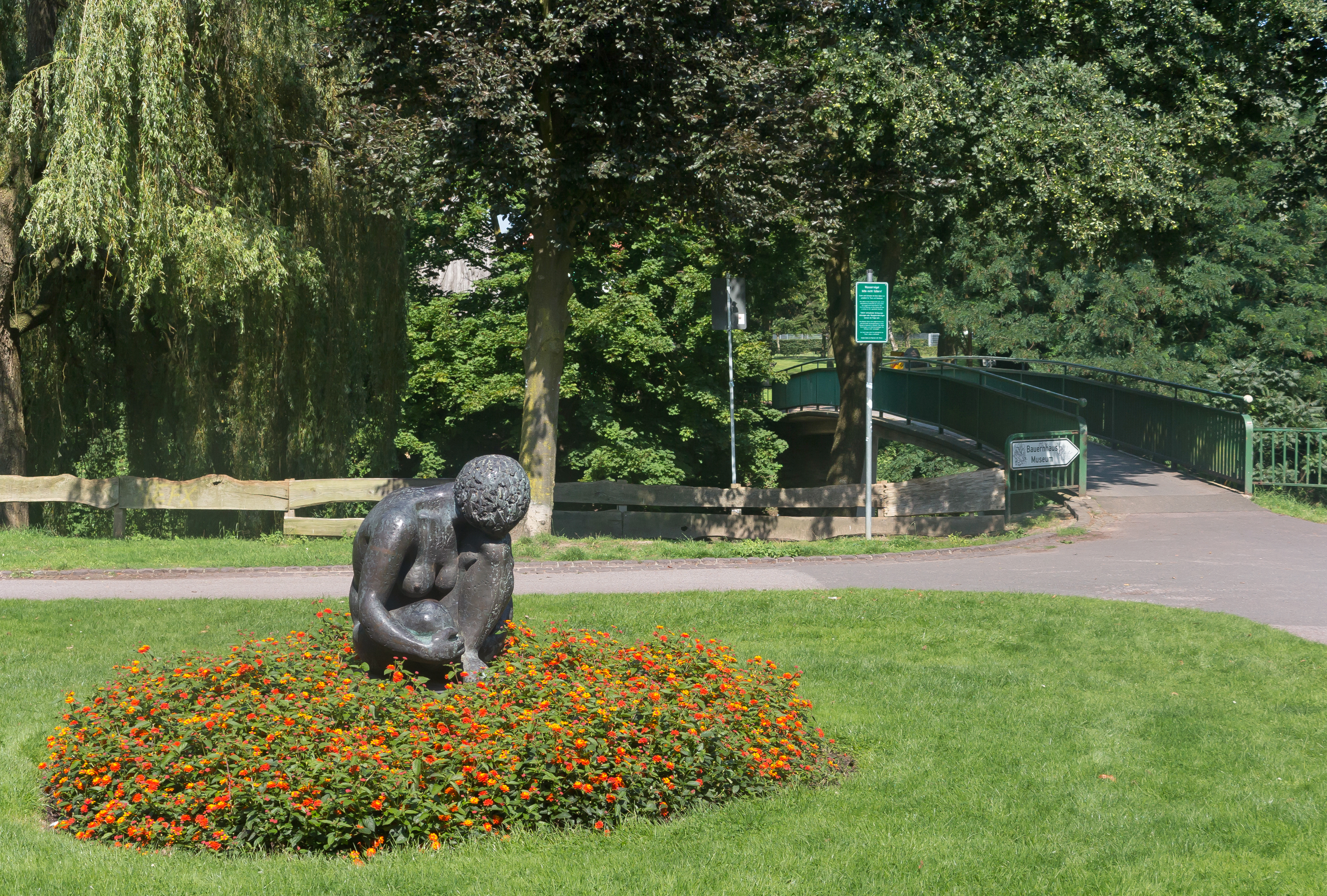
Vreden, la escultura cerca de la pasarela sobre el rio Berkel
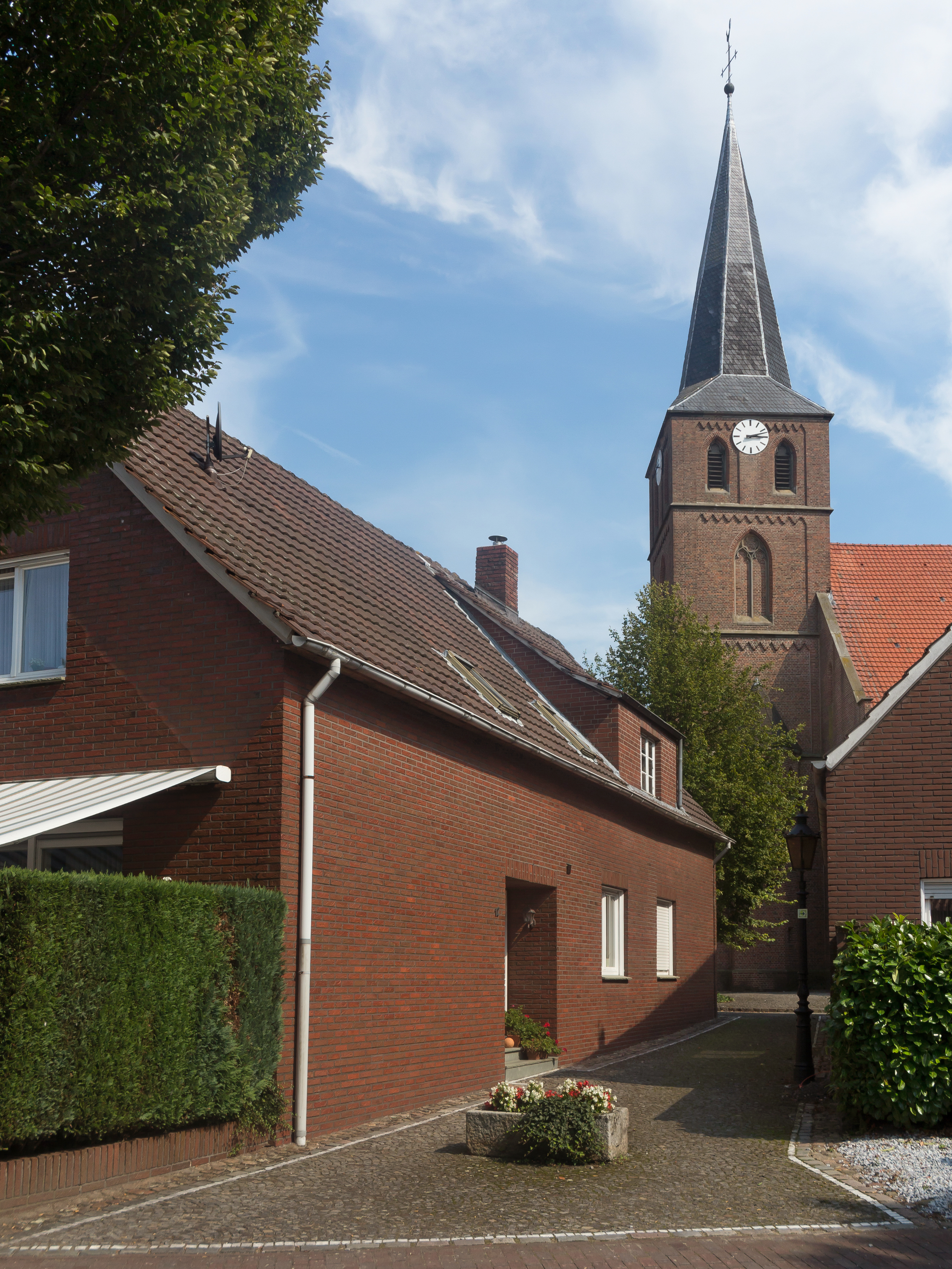
Ammeloe, la iglesia catolica: Rektoratskirche Sankt Antonius Abt
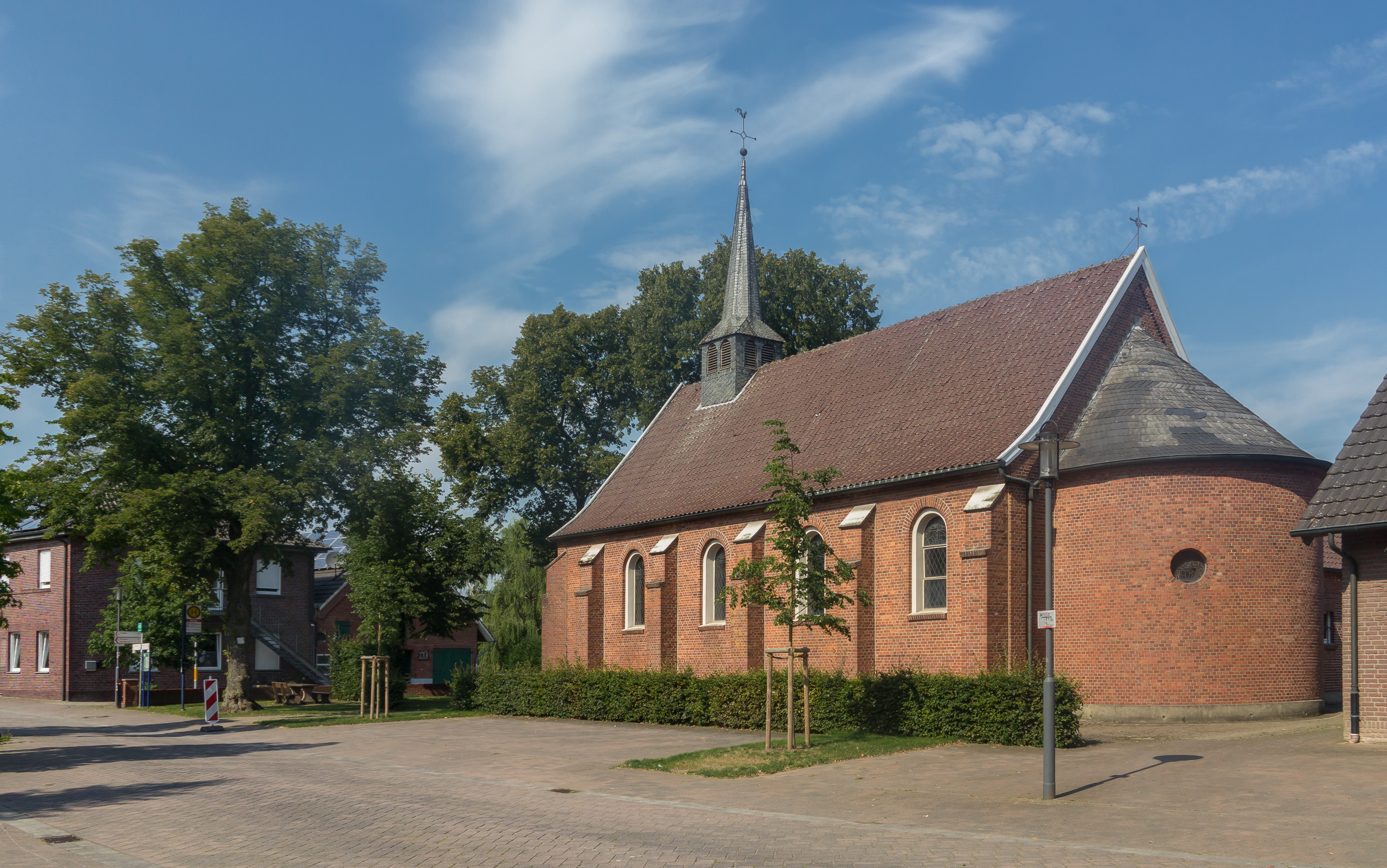
Oldenkott-Wennewick, la iglesia catolica: Pfarrkirche Sankt Antonius